# بنیامین بوشواری
بنیامین بوشواری (عربی: بنيامين بوشواري؛ زادهٔ ۱۳ نوامبر ۲۰۰۱) بازیکن فوتبال اهل بلژیک است.
از باشگاه‌هایی که در آن بازی کرده است می‌توان به باشگاه فوتبال رودا جی‌سی کرکراد اشاره کرد.
وی همچنین در تیم ملی فوتبال زیر ۲۳ سال مراکش بازی کرده است.